# マクシム・ガルキン

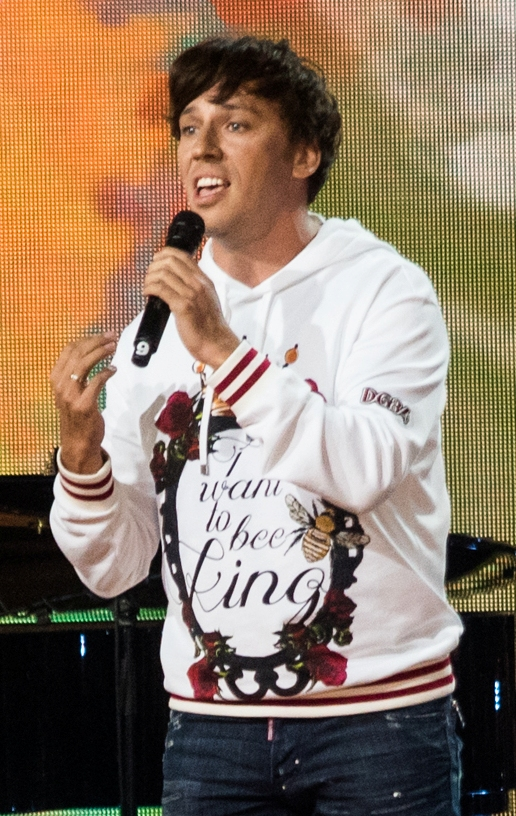
マクシム・ガルキン（2027年）

マクシム・アレクサンドロヴィチ・ガルキン（ロシア語: Макси́м Алекса́ндрович Га́лкин、1976年6月18日生まれ）は、ロシアとイスラエルのコメディアン、テレビ司会者、歌手。ロシアのウクライナ侵攻に伴ない、2022年3月にロシアを離れ、その後ロシア政府から外国のエージェント（スパイ）と指定された。

## 経歴
マクシム・ガルキンは1976年に、ソ連陸軍勤務の父アレクサンドルと母ナタリヤ（ユダヤ系の間にモスクワ州ナロ＝フォミンスク地区で生まれた。父親の勤務地に従って、東ドイツ、オデッサ、ウランバートルに住み、マクシムが７歳の時にモスクワへ移り住んだ。ガルキンは早くから芸術的才能を発揮し、学校劇でさまざまな役を演じた。
1993年、モスクワ南西部の高校を卒業し、ロシア国立人文大学（РГГУ）言語学部に入学、1998年に卒業した。
ガルキンが最初に有名になったのは物真似芸人としてであり、パロディーの才能と、有名なロシアのポップ歌手、アーラ・プガチョワやアニ・ロラクとのデュエットで知られている。
ガルキンは2001年から2008年まで、日本の「クイズ$ミリオネア」に相当するロシア番組の司会を務めた。
2010年、ガルキンはロシアのロシアチャンネル1テレビで、ウラジーミル・プーチン大統領の印象を「軽口」とはいえ披露した数少ないコメディアンの一人である。
2013年の大晦日、ガルキンと当時人気だったウクライナのコメディアンのヴォロディミル・ゼレンスキーは、ロシアチャンネル1の休日テレビ番組「ゴルボイ・アガニョーク」という伝統的な新年番組で共演した。ロシアのテレビ司会者で、後にクレムリンの主要な宣伝者となるウラジーミル・ソロヴィヨフも司会者の一人として番組に出演し、ガルキンとゼレンスキーのパフォーマンスの間、観客席で踊っていた。
2016年11月以降、彼はテレビの子供向けタレント番組の司会を務め、少なくとも2017年半ばまではそうしていた。

## 私生活
2001年以来、ガルキンは有名なソビエト連邦・ロシアの歌手アーラ・プガチョワと恋愛関係にあった。2011年12月24日、かなりの年齢差にもかかわらず、2人は結婚した。2013年9月18日、ガルキンとプガチョワは代理母を通じて双子の実の親となっている。2022年8月、ロシアのメディア報道は彼の妻と子供たちがロシアに戻った可能性を示唆し、2022年9月にはロシアは彼を外国工作員（スパイ）として指定した。それ以来、彼がインスタグラムにアップロードするすべての投稿には、彼が外国人工作員であることを示す24語の免責事項が記載されている。ロシアのメディアも、彼が外国工作員であることを示すアスタリスクを彼の名前に付けている。

## 政治的見解
ガルキンはロシアのウクライナ侵攻について公然と批判している。ロシアのウクライナ侵攻における戦争犯罪、マリウポリの戦い (2022年)、ブチャの虐殺など、ロシアが犯した戦争犯罪に関して、ロシア当局の偽善と嘘を非難した。
彼はロシアにおける同性愛宣伝禁止法について否定的な意見を述べ、それを「魔女狩り」として、これは政治的PRで、より重要な問題から国民の目をそらすためだけに作られたものであるとした。しかし、同性婚やLGBTの養子縁組を合法化することは、社会に否定的な反応を引き起こす可能性があるため、必要だとは考えていない。
2023-24年パレスチナ・イスラエル戦争に関して、プーチン政権を支持する保守系メディアがSNSで、ロシアからイスラエルに渡った著名人がハマスの攻撃で逃げ惑っているというプロパガンダを流しているのに対して、ガルキンは妻の歌手アーラ・プガチョワと共に「（ユダヤ系であることを）誇りに思う」と声明を発表し、夫妻が欧州に脱出したというのは「偽情報」だと注意を促した。

## 受賞歴
- ケメロヴォ州勲章「信仰と善良さに対して」（2004年）
- 友好勲章（2006年）
- クズバス勲章（20１３年）